# 平旺湖
平旺湖是一个位于中国江苏省兴化县的湖泊，面积约为3.5平方千米，平均水深约为1.4米，蓄水量约为480万立方米。